# Trichoscypha imbricata
Trichoscypha imbricata är en sumakväxtart som beskrevs av Adolf Engler. Trichoscypha imbricata ingår i släktet Trichoscypha och familjen sumakväxter. Inga underarter finns listade i Catalogue of Life.